# Дрозд, Сергей Николаевич
Серге́й Никола́евич Дрозд (14 апреля 1990, Минск, БССР) — белорусский и российский хоккеист, игрок сборной Беларуси.

## Карьера

### Клубная карьера
В 2005 году отыграл первый матч на профессиональном уровне — в первой лиге чемпионата России за фарм-клуб ярославского «Локомотива», за который играл до 2008. В 2008—2009 права на хоккеиста принадлежали минскому «Керамину», но половину сезона Дрозд отыграл в аренде. С 2009 играл за клуб Западной хоккейной лиги «Трай-Сити Американс». В 2010 подписал контракт с минским клубом «Динамо», где играл до 2017 года. В 2017 перешел в минскую Юность.

### Карьера в сборной
В 2008 выступал за юниорскую сборную Белоруссии и участвовал в юниорском чемпионате мира 2008. В 2009 играл в молодёжной сборной Белоруссии, а с 2010 играет в основной сборной. Участник чемпионата мира 2010. За сборную Белоруссии сыграл 3 матча.

## Достижения
- 2009 — обладатель кубка Белоруссии.
- 2010 — финалист Западной хоккейной лиги.